# Björkskäret (Kluntarna)
Björkskäret is een Zweeds eiland behorend tot de Lule-archipel. Het eiland ligt ten noorden van Kluntarna en behoort tot het Natuurreservaat Kluntarna. Het heeft geen oeververbinding en is onbebouwd.
Björkskäret · Granskäret · Kluntarna · Lillbjörnen · Lillhällan · Sikhällan · Sikrevet · Stor-Kallgröten · Storhällan · Spålgrundet